# 土居稲生
土居 稲生（どい いなお、1885年（明治18年）3月1日 - 1974年（昭和49年）11月29日）は、大日本帝国陸軍軍人。最終階級は陸軍少将。

## 経歴
高知県出身。陸軍士官学校第16期卒業。1920年（大正9年）8月に陸軍歩兵少佐に進級し、1923年（大正12年）8月に陸軍大学校副官に就任した。1924年（大正13年）8月に陸軍歩兵中佐に進級し、1927年（昭和2年）3月に麻布連隊区司令部部員に転じた.
1929年（昭和4年）8月1日、陸軍歩兵大佐進級と同時に仙台連隊区司令官に着任し、1932年（昭和7年）8月に歩兵第20連隊長（第16師団・歩兵第19旅団）に転じた。1934年（昭和9年）3月5日に陸軍少将進級と同時に待命となり、3月16日に予備役に編入された。
予備役編入後は心泉義塾中学指導学監に就任した他に、1938年（昭和13年）3月5日に国民精神総動員中央連盟より派遣され、逓信省管理局主催の講演会で講師を務めた。その後、陸軍士官学校第16期卒業生からなる菊の花会顧問を務めた。

## 栄典
勲章等
- 1940年（昭和15年）8月15日 - 紀元二千六百年祝典記念章[12]